# Liste des monuments historiques de Rotselaer
Cette page regroupe l'ensemble des monuments classés de la ville belge de Rotselaer.
| Objet                                                              | Statut du classement? | Année de construction/architecte | Section communale | Adresse                  | Coordonnées                      | Numéro d'inventaire | Illustration                                |
| ------------------------------------------------------------------ | --------------------- | -------------------------------- | ----------------- | ------------------------ | -------------------------------- | ------------------- | ------------------------------------------- |
| (fr) Brasserie Mena                                                | Oui                   |                                  | Rotselaer         | Provinciebaan 2          | 50° 57′ 03″ nord, 4° 42′ 40″ est | 200037              | (fr) Brasserie Mena                         |
| (nl) Kapel Onze-Lieve-Vrouw-van de akker                           | Oui                   |                                  | Rotselaer         | Torenstraat              | 50° 57′ 11″ nord, 4° 42′ 53″ est | 201023              | Téléverser                                  |
| (nl) Église Saint-Pierre de Rotselaar                              | Oui                   |                                  | Rotselaer         | Dorpsplein 19            | 50° 57′ 05″ nord, 4° 42′ 34″ est | 42695               | (nl) Église Saint-Pierre de Rotselaar       |
| (nl) Abdij van Vrouwenpark, heden klooster der Paters Montfortanen | Oui                   |                                  | Rotselaer         | Aarschotsesteenweg 39    | 50° 56′ 33″ nord, 4° 44′ 19″ est | 42696               | Téléverser                                  |
| (fr) Donjon Ter Heyden                                             | Oui                   |                                  | Rotselaer         | Torenhoflaan 67          | 50° 57′ 30″ nord, 4° 43′ 21″ est | 42697               | (fr) Donjon Ter Heyden                      |
| (nl) Landschap                                                     |                       |                                  | Rotselaer         | Torenhoflaan             | 50° 57′ 28″ nord, 4° 43′ 18″ est | 42698               | Téléverser                                  |
| (nl) Pastorie, dubbelhuis                                          | Oui                   |                                  | Rotselaer         | Pastorijstraat 21        | 50° 57′ 10″ nord, 4° 42′ 33″ est | 42702               | Téléverser                                  |
| (nl) Kapel Onze-LieveVrouw-van-Zeven-Smarten                       | Oui                   |                                  | Rotselaer         | Steenweg op Wezemaal     | 50° 57′ 37″ nord, 4° 44′ 33″ est | 42704               | Téléverser                                  |
| (nl) Landschap                                                     | Oui                   |                                  | Rotselaer         | Steenweg op Wezemaal     | 50° 57′ 37″ nord, 4° 44′ 33″ est | 42705               | Téléverser                                  |
| (fr) Église Saint-Jean-Baptiste de Werchter                        | Oui                   |                                  | Werchter          | Werchterplein            | 50° 58′ 15″ nord, 4° 41′ 38″ est | 42706               | (fr) Église Saint-Jean-Baptiste de Werchter |
| (nl) Onze-Lieve-Vrouwekapel, barokkapel                            |                       |                                  | Werchter          | Hanewijk                 | 50° 58′ 19″ nord, 4° 41′ 20″ est | 42707               | Téléverser                                  |
| (nl) Tweeverdiepingshuis 1686                                      |                       |                                  | Werchter          | Werchterplein 37         | 50° 58′ 15″ nord, 4° 41′ 36″ est | 42710               | Téléverser                                  |
| (nl) Woning einde XVII                                             |                       |                                  | Werchter          | Sint Jansstraat 42       | 50° 58′ 17″ nord, 4° 41′ 51″ est | 42715               | Téléverser                                  |
| (nl) Église Saint-Martin de Wezemaal                               | Oui                   |                                  | Wezemaal          | Kerkstraat               | 50° 56′ 51″ nord, 4° 45′ 22″ est | 42717               | (nl) Église Saint-Martin de Wezemaal        |
| (nl) Pastorie, dubbelhuis einde XVII                               | Oui                   |                                  | Wezemaal          | Holsbeeksebaan 8         | 50° 56′ 47″ nord, 4° 45′ 21″ est | 42718               | (nl) Pastorie, dubbelhuis einde XVII        |
| (nl) Pastorie, dubbelhuis einde XVII                               | Oui                   |                                  | Wezemaal          | Holsbeeksebaan 10        | 50° 56′ 47″ nord, 4° 45′ 21″ est | 42718               | (nl) Pastorie, dubbelhuis einde XVII        |
| (nl) Dubbelhuis                                                    | Oui                   |                                  | Wezemaal          | Kerkstraat 17            | 50° 56′ 52″ nord, 4° 45′ 16″ est | 42719               | Téléverser                                  |
| (nl) Dubbelhuis XVIII B                                            | Oui                   |                                  | Wezemaal          | Kerkstraat 21            | 50° 56′ 51″ nord, 4° 45′ 14″ est | 42720               | Téléverser                                  |
| (nl) Dubbelhuis XVIII                                              |                       |                                  | Wezemaal          | Steenweg op Nieuwrode 33 | 50° 56′ 52″ nord, 4° 45′ 29″ est | 42722               | Téléverser                                  |
| (nl) Hoekhuis ca. 1800                                             | Oui                   |                                  | Wezemaal          | Aarschotsesteenweg 194   | 50° 56′ 54″ nord, 4° 45′ 12″ est | 42724               | Téléverser                                  |
| (nl) Dubbelhuis                                                    | Oui                   |                                  | Wezemaal          | Aarschotsesteenweg 199   | 50° 56′ 54″ nord, 4° 45′ 10″ est | 42726               | Téléverser                                  |
| (nl) Dubbelhuis                                                    | Oui                   |                                  | Wezemaal          | Aarschotsesteenweg 201   | 50° 56′ 54″ nord, 4° 45′ 10″ est | 42726               | Téléverser                                  |
| (nl) Huis XVIII                                                    | Oui                   |                                  | Wezemaal          | Aarschotsesteenweg 209   | 50° 56′ 55″ nord, 4° 45′ 13″ est | 42727               | Téléverser                                  |
| (nl) Langshuis                                                     | Oui                   |                                  | Wezemaal          | Aarschotsesteenweg 221   | 50° 56′ 57″ nord, 4° 45′ 16″ est | 42728               | Téléverser                                  |
| (nl) Tweeverdiepingshuis 1758                                      | Oui                   |                                  | Wezemaal          | Steenweg op Nieuwrode 5  | 50° 56′ 54″ nord, 4° 45′ 21″ est | 42730               | Téléverser                                  |